# Ptilocera fastuosa
Ptilocera fastuosa är en tvåvingeart som beskrevs av Gerstaecker 1857. Ptilocera fastuosa ingår i släktet Ptilocera och familjen vapenflugor. Inga underarter finns listade i Catalogue of Life.